# حقوق إقليمية (رواية)
حقوق إقليمية (بالإنجليزية: Territorial Rights)‏ هي رواية للكاتبة الإسكتلندية موريل سبارك، نشرت عام 1979، لأول مرة عن دار نشر ماكميلان في المملكة المتحدة.